# Pietro Carsana

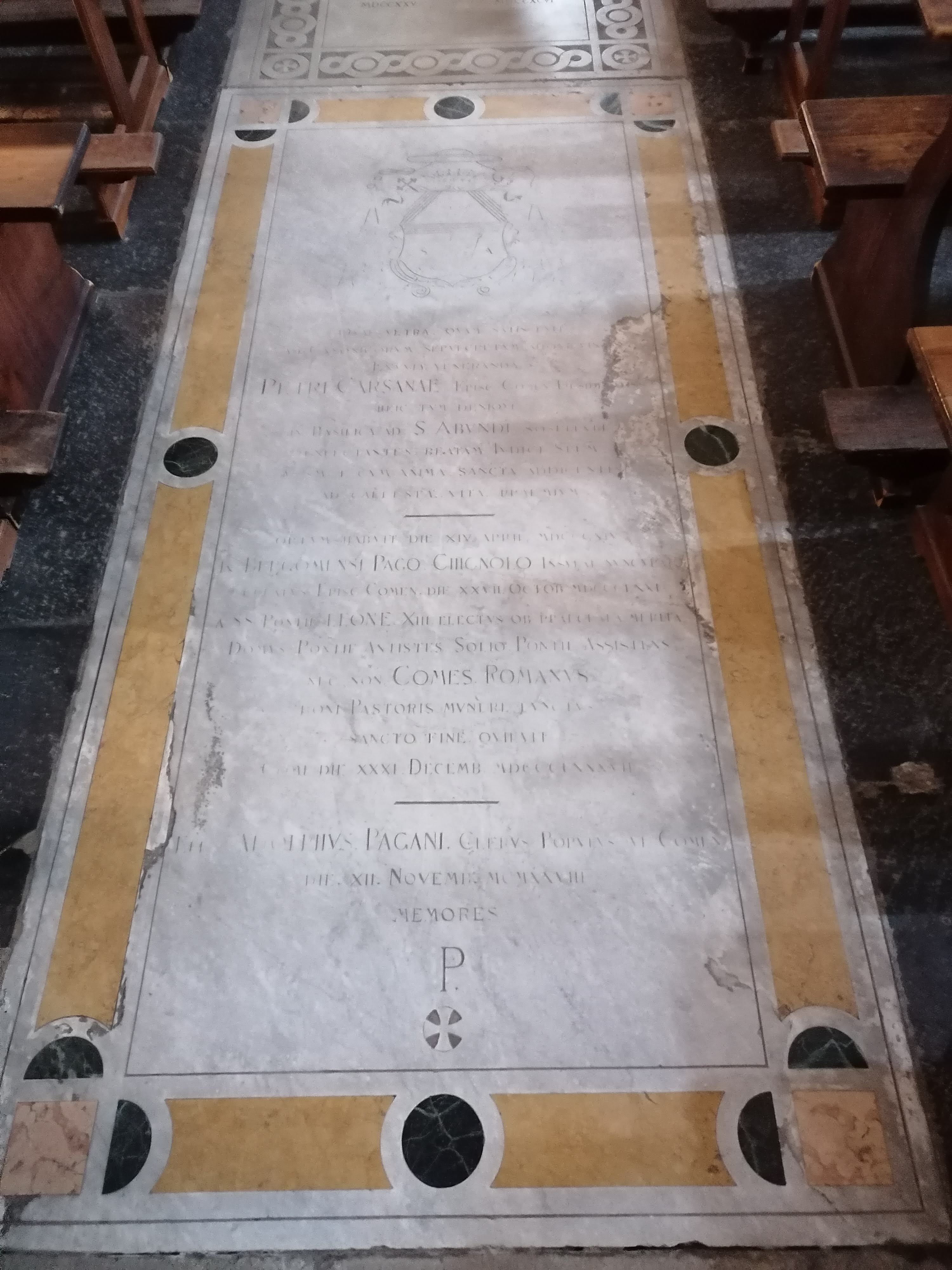
Grabmal des Bischofs von Como Pietro Carsana in der Basilika Sant’Abbondio

Pietro Carsana (* 4. April 1814 in Chignolo d’Isola; † 31. Dezember 1887 in Como) war ein italienischer Geistlicher, Theologe und Bischof von Como.

## Leben
Pietro war Sohn des Giovanni und dessen Ehefrau Rosa geborene Bonferetti. Am 17. Dezember 1835 wurde er in Bergamo zum Priester geweiht. Sechs Jahre lang war er Kooperator in der Gemeinde von Suisio, dann Pfarrer in Schilpario und ab 1849 in Calusio. Im Jahr 1854 wurde er als Pfarrer und Propst in die Propsteikirche Sankt Alexander in Bergamo berufen. Im Jahr 1859 wurde er auch mit der Leitung des diözesanen Priesterseminars betraut und 1867 zum Generalprovisor gewählt. Im Jahr 1871 wurde er zum Dompropst von Bergamo ernannt, konnte dieses Amt jedoch nicht antreten, da Papst Pius IX. ihn am 27. Oktober 1871 zum Bischof von Como wählte.
Der Heilige Stuhl behielt sich weiterhin das Recht vor, neue Grenzen für die Diözese Como festzulegen, wenn er dies für angebracht hielt. Nach dem päpstlichen Reskript vom 26. Oktober 1871 weihte ihn der Bischof von Bergamo Pietro Aloisio Speranza am 19. November 1871 in der Propsteikirche von Sant’Alessandro zum Bischof. Am 6. Januar 1872 übernahm er die Diözese Como, die seit mehr als sechs Jahren vakant gewesen war. Da ihm der staatliche Exequator zunächst verweigert wurde, konnte er nicht in den Genuss der Mieten der Mensa kommen und musste bis 1876 im Priesterseminar im ehemaligen Kloster Sant’Abbondio am Rande der Stadt Como wohnen. Erst 1876, nach der Anerkennung durch die Zivilbehörden, konnte er die Visitation des italienischen Teils der Diözese in Angriff nehmen.
In den Jahren 1875 und 1877, nach dem Wahlsieg der Konservativen, änderte sich auch die Haltung der Regierung des Kanton Tessins ihm gegenüber. Im Jahr 1878 wurde er mit der Leitung des neu gegründeten Collegio Papio in Ascona beauftragt. Da das Bundesgesetz von 1859 noch in Kraft war, konnte er den Tessiner Teil seiner Diözese nicht besuchen. Die endgültige Trennung der Tessiner Pfarreien von der Diözese Como erfolgte mit der von Papst Leo XIII. am 9. September 1884 ratifizierten Konvention. Pietro starb in Como und wurde auf dem städtischen Monumentalfriedhof beigesetzt. Die Überführung seines Leichnams in die Basilika von Sant’Abbondio fand am 12. November 1928 statt.